# Fluonia
Dans la mythologie romaine, Fluonia (ou Fluvonia) est une épithète de Junon. Junon Fluonia protégeait la gestation des femmes. Par sa fonction, elle se rapproche de la déesse Mena.

## Étymologie
Selon le témoignage de Festus, fluonia est un dérivé du verbe fluo, « couler ». En effet, Fluonia veillait au flux menstruel (sanguinis fluorem) des femmes, qui l'honoraient pour cette raison. L'épithète est l'équivalent de l'épithète grecque Rheionè (Ῥειώνη, « fille de Rhéa »), également appliquée à Junon ; or, certains auteurs anciens mettaient le nom de Rhéa en rapport avec ῥέω (rheo), « couler ».